# Rientrodolce
Rientrodolce es una asociación italiana vinculada a Radicali Italiani, que se ocupa de la superpoblación, el medio ambiente y la energía. 
Su nombre proviene de la idea de Marco Pannella de un "regreso suave" ("rientro dolce" en italiano) a un mundo con 2.000 millones de seres humanos. 
La asociación considera que la superpoblación es la causa principal de la crisis humanitaria, ambiental y energética de nuestro planeta. 
Su objetivo es informar y convencer a la sociedad, medios de comunicación, intelectuales y políticos de la necesidad, junto con otras medidas ambientales, de una reducción de la población mundial con pleno respeto de los derechos humanos y las libertades individuales. 
La asociación tiene un grupo de discusión, que no se limita a los miembros de la asociación, sino que está abierto a todas aquellas personas que quieran participar.